# Pero infantilis
Pero infantilis là một loài bướm đêm trong họ Geometridae.